# Wellston (Oklahoma)
Wellston is een plaats (town) in de Amerikaanse staat Oklahoma, en valt bestuurlijk gezien onder Lincoln County.

## Demografie
Bij de volkstelling in 2000 werd het aantal inwoners vastgesteld op 825.
In 2006 is het aantal inwoners door het United States Census Bureau geschat op 851, een stijging van 26 (3,2%).

## Geografie
Volgens het United States Census Bureau beslaat de plaats een oppervlakte van
3,5 km², geheel bestaande uit land. Wellston ligt op ongeveer 289 m boven zeeniveau.

## Plaatsen in de nabije omgeving
De onderstaande figuur toont nabijgelegen plaatsen in een straal van 16 km rond Wellston.